# Turon National Park
Turon National Park är en park i Australien. Den ligger i delstaten New South Wales, i den sydöstra delen av landet, omkring 140 kilometer nordväst om delstatshuvudstaden Sydney. Turon National Park ligger 866 meter över havet. Arean är 31 kvadratkilometer.
Runt Turon National Park är det mycket glesbefolkat, med 6 invånare per kvadratkilometer.. Närmaste större samhälle är Portland, omkring 18 kilometer söder om Turon National Park. 
I omgivningarna runt Turon National Park växer huvudsakligen savannskog. Genomsnittlig årsnederbörd är 932 millimeter. Den regnigaste månaden är februari, med i genomsnitt 172 mm nederbörd, och den torraste är oktober, med 38 mm nederbörd.